# Strukturomvandling
Strukturomvandling är förändring i samhällsekonomins sammansättning. Strukturomvandlingen beror oftast på ökad produktivitet vilket frigör arbetare som därför måste byta bransch. Industriländerna har under 1800- och 1900-talen upplevt omvälvande strukturomvandlingar i form av övergång från jordbruksekonomi till industriekonomi och därefter till tjänsteekonomi och datorisering. Strukturomvandling kan också ske genom utländsk konkurrens och globalisering.